# 한빛누리고등학교
한빛누리고등학교(한빛누리高等學校)는 대한민국 경기도 동두천시 생연동에 있는 사립 고등학교이다.

## 학교 연혁
- 1960년 4월 14일 : 학교법인 신흥학원 설립인가
- 1967년 3월 2일 : 초대 강순경 교장 취임
- 1967년 3월 29일 : 신흥여자상업고등학교 설립인가(3학급)
- 1969년 11월 24일 : 경기도 양주군 동두천읍 생연1리 34번지 신축교사 이전
- 1970년 2월 15일 : 제1회 졸업식(13명)
- 1974년 7월 20일 : 학교법인 보영학원 설립인가
- 1974년 7월 20일 : 학칙 변경 및 보영여자상업고등학교로 교명 변경
- 1982년 3월 1일 : 보영여자종합고등학교로 교명 변경(상과 5학급, 보통과 2학급)
- 2002년 3월 2일 : 학칙 개정 보영여자고등학교로 변경
- 2009년 9월 15일 : 다목적 강당 완공(1층:급식실, 2층:시청각실, 기숙사, 자기주도학습실, 3층:체육관)
- 2011년 3월 14일 : 영어교과교실 건물(할렐루야관별관) 완공
- 2016년 3월 1일 : 학칙변경인가(보통과 7학급)
- 2017년 9월 1일 : 제6대 김성배 교장 취임
- 2023년 1월 4일 : 제54회(155명) 졸업식(누계 14,495명)
- 2023년 3월 1일 : 한빛누리고등학교로 교명 변경(남녀공학 전환)

## 참고 자료
- 한빛누리고등학교 - 한국교육학술정보원 학교알리미